# Gåsenstugan

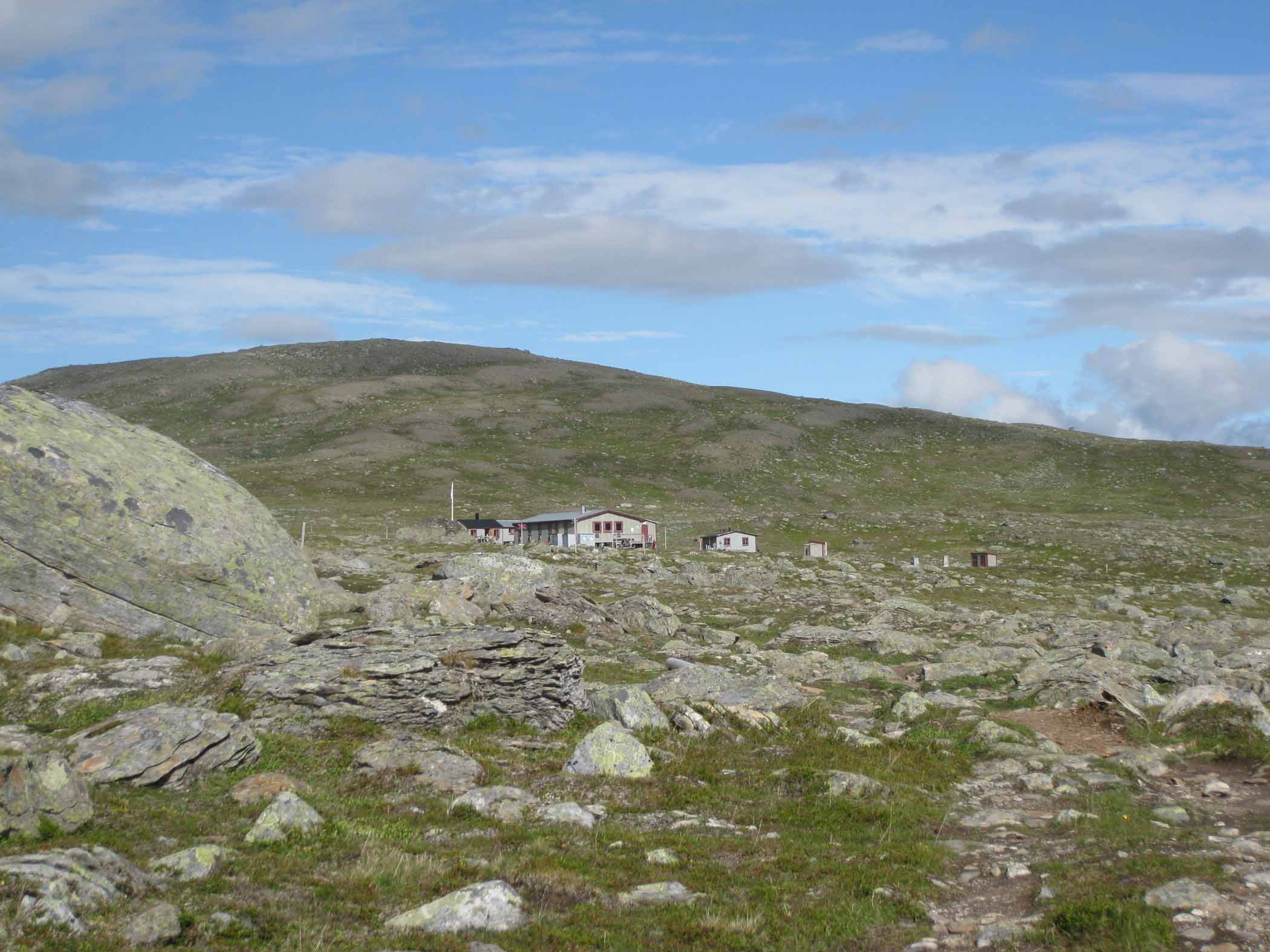
Gåsenstugorna.

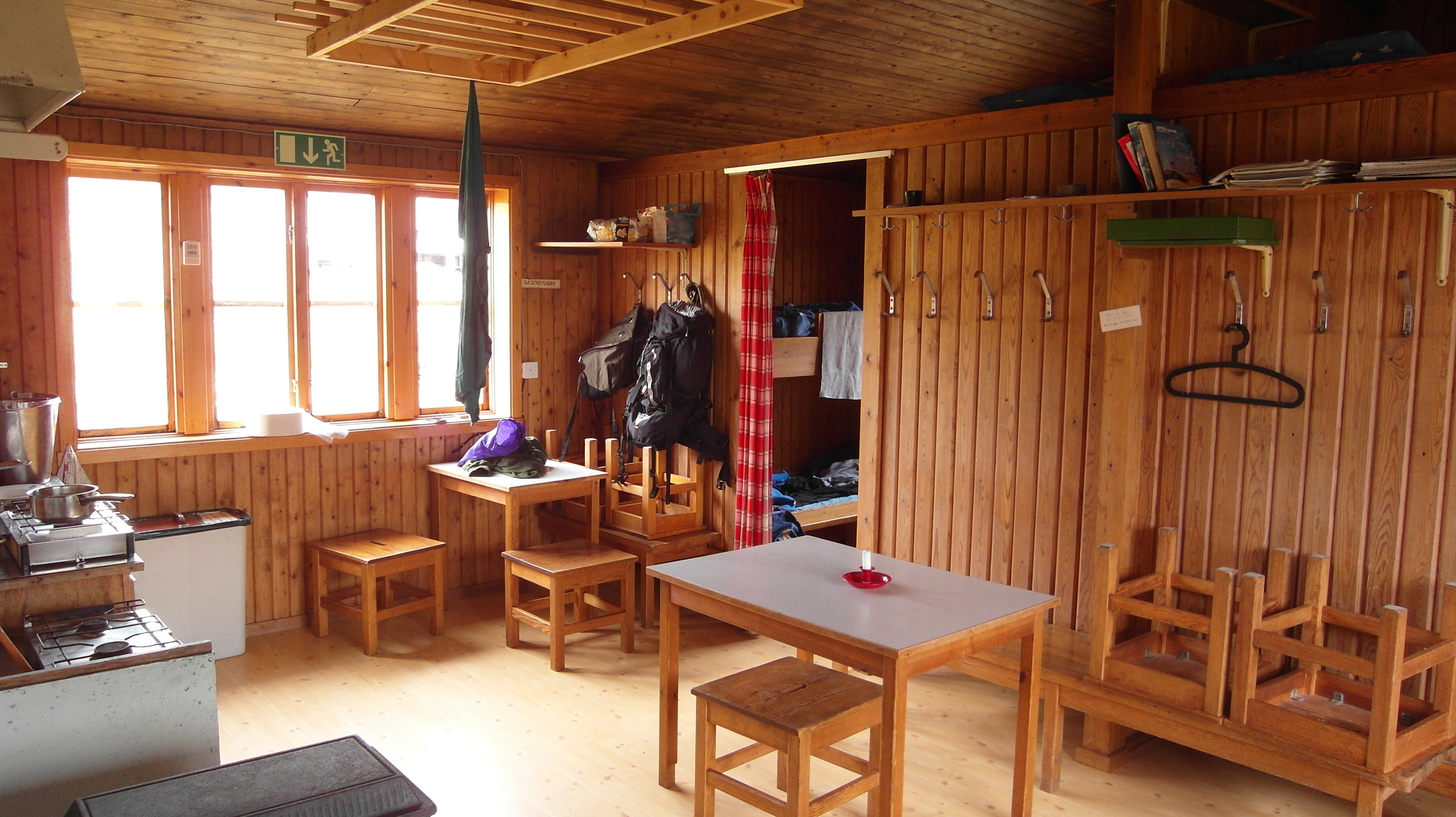
En av de två gäststugorna på Gåsen. Denna stugan är av typen Fjällstuga 65.

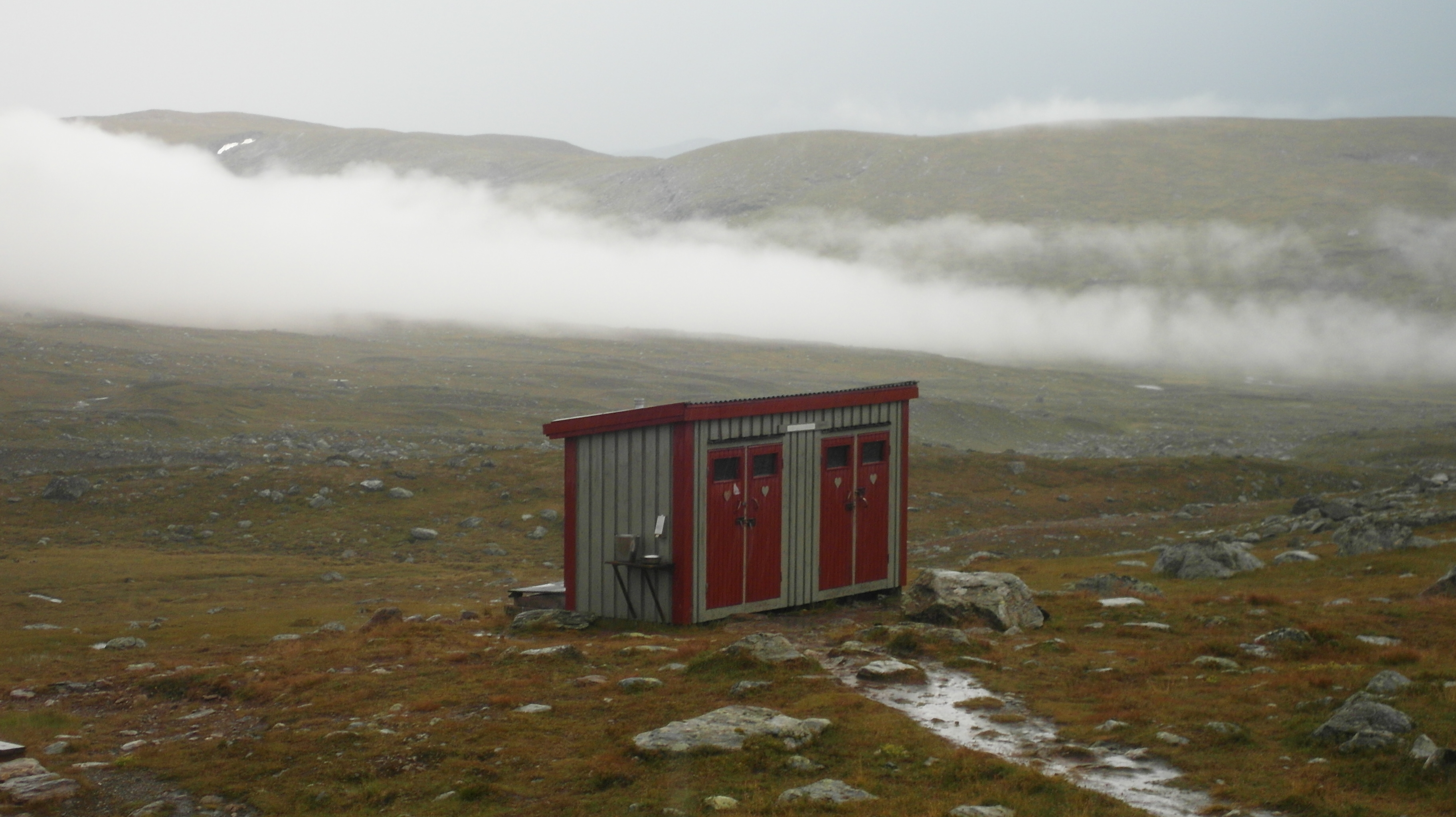
Utedass vid Gåsenstugorna.

Gåsenstugan var en fjällstuga i Vålådalens naturreservat som drevs av Svenska turistföreningen. Stugan låg tre kilometer söder om fjället Gåsen på 1100 meters höjd över havet. Den var därmed en av de högst belägna av Svenska turistföreningens övernattningsstugor i fjällen.
År 2023 ansökte Svenska Turistföreningen, STF, om ett nytt arrendeavtal i västra Jämtlandsfjällen och delar av Härjedalen. Detta innebar att Gåsenstugan stängdes för allmänheten i januari 2024 för att skapa ett större område runt Bunnerfjällen där renar kan vistas ostört. Under vintern 2024 fungerade stugan som tillfälligt säkerhetsrum tills dess att ett nytt rastskydd kunnat uppföras av Länsstyrelsen.

## Stugplatsen
Gåsenstugorna bestod av tre stugor. En av stugorna inhyste butik, vedförråd samt stugvärdsbostad, medan de andra två användes för boende för gäster. Stugan hade vid tidpunkten för stängning 52 bäddar. Dessutom fanns det ett säkerhetsrum som stod olåst även utanför säsong.
Den första byggnaden uppfördes på 1920-talet och var då det tredje högsta boningshuset i Sverige, efter Kebnekaisetoppstugan från 1924 och den meteorologiska observationshuset på Pårtetjåkko. Denna stuga flyttades på 1980-talet till Lunndörren. Redan på 1960-talet hade en ny stuga byggts längre ner på fjällets sluttning.
Gåsenstugorna stängdes för allmänheten 1 januari 2024 enligt en överenskommelse mellan STF och flera samebyar. Stugvärdsstugan som innehöll vedbod, butik och stugvärdens bostad skrevs över på Handölsdalens sameby. De två övriga stugorna är planerade att rivas eller flyttas senast 2026.

## Vandringsleder
Från Gåsenstugan går vandrings- och skidleder åt fem håll: Vålåstugan, Stensdalsstugan, Storulvåns fjällstation, Sylarnas fjällstation och Helags fjällstation.